# Sessenheim
Sessenheim é uma comuna francesa na região administrativa de Grande Leste, no departamento Baixo Reno. Estende-se por uma área de 9,18 km². Em 2010 a comuna tinha 2 356 habitantes (densidade: 256,6 hab./km²).

## Galeria de imagens

Sessenheim
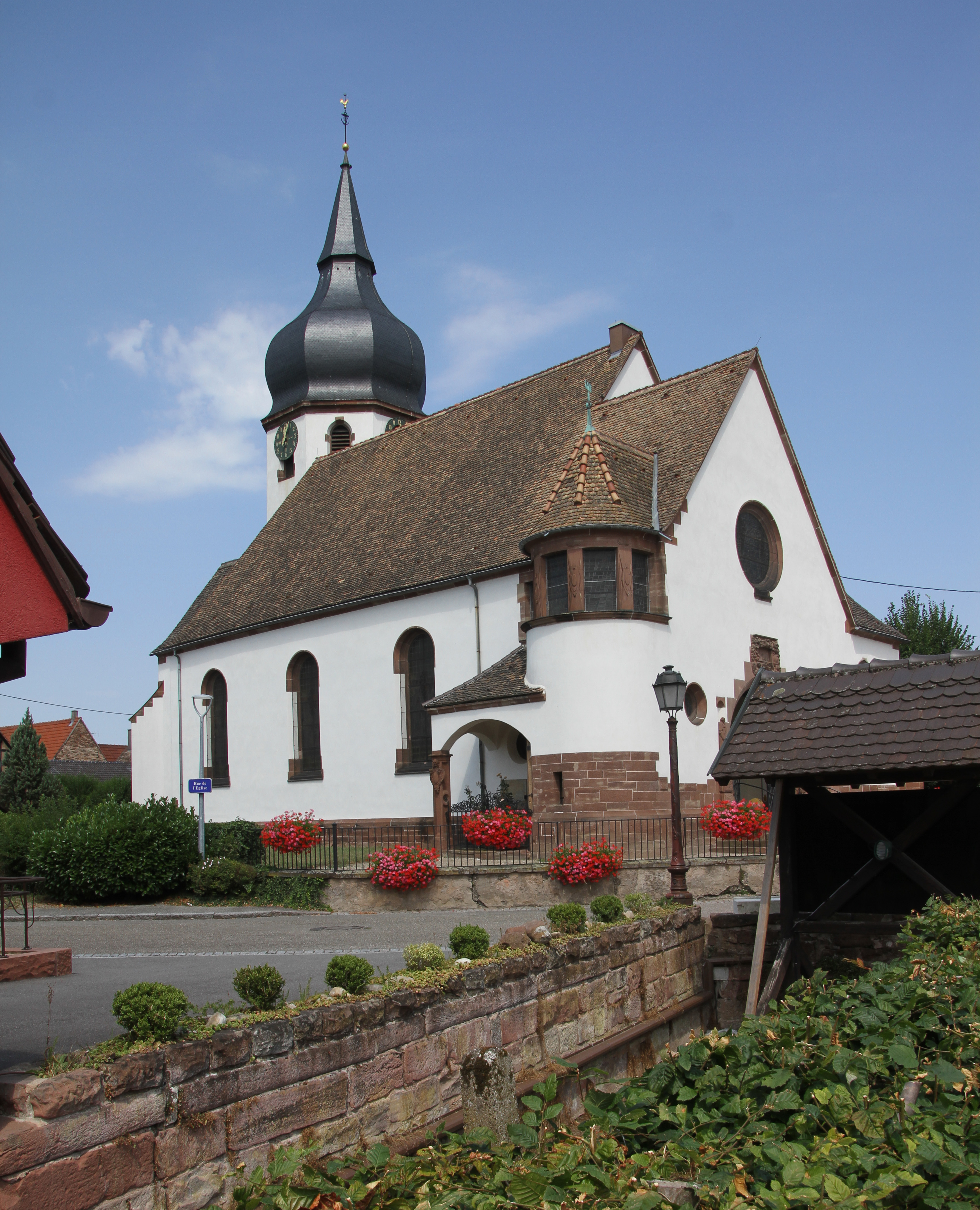
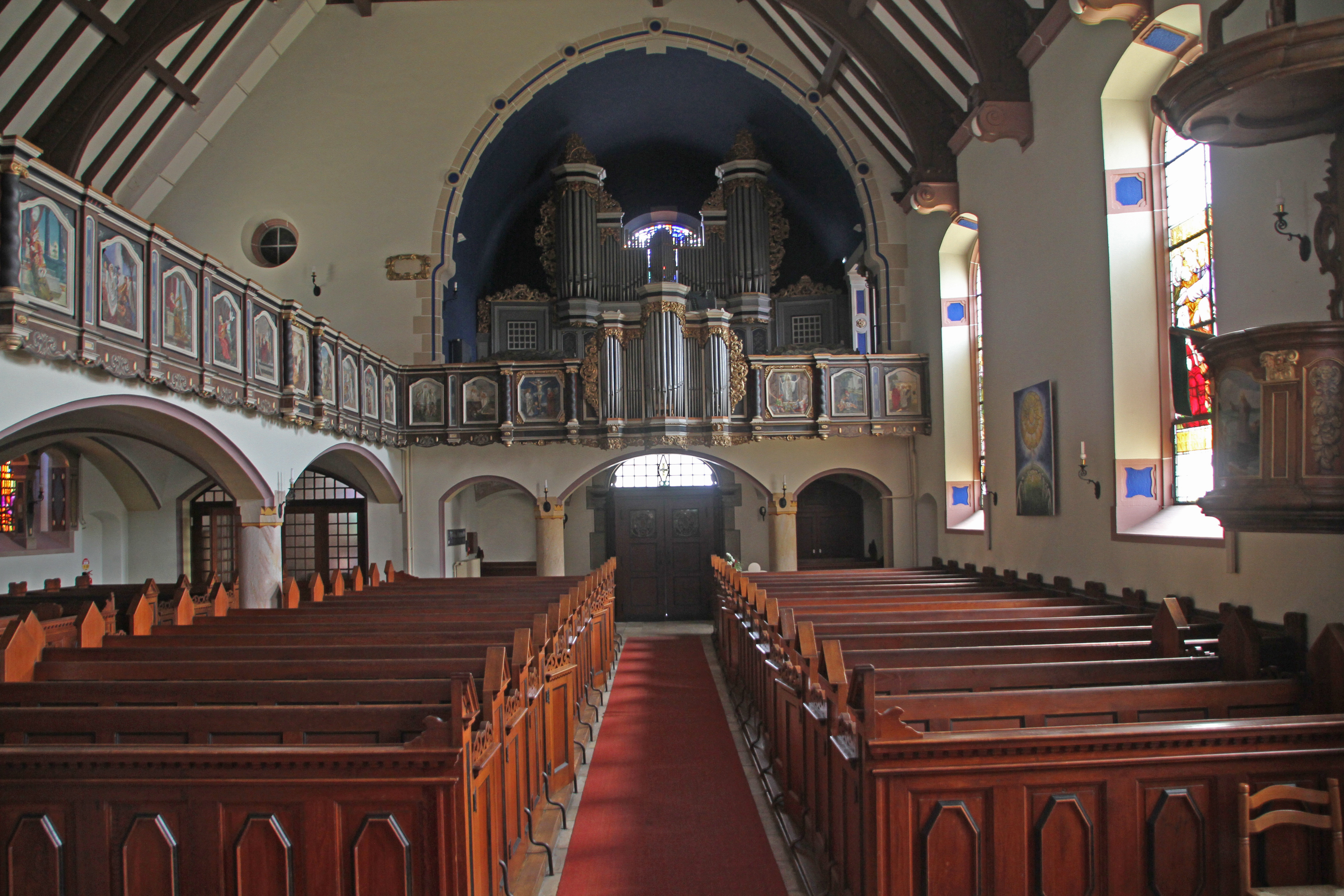
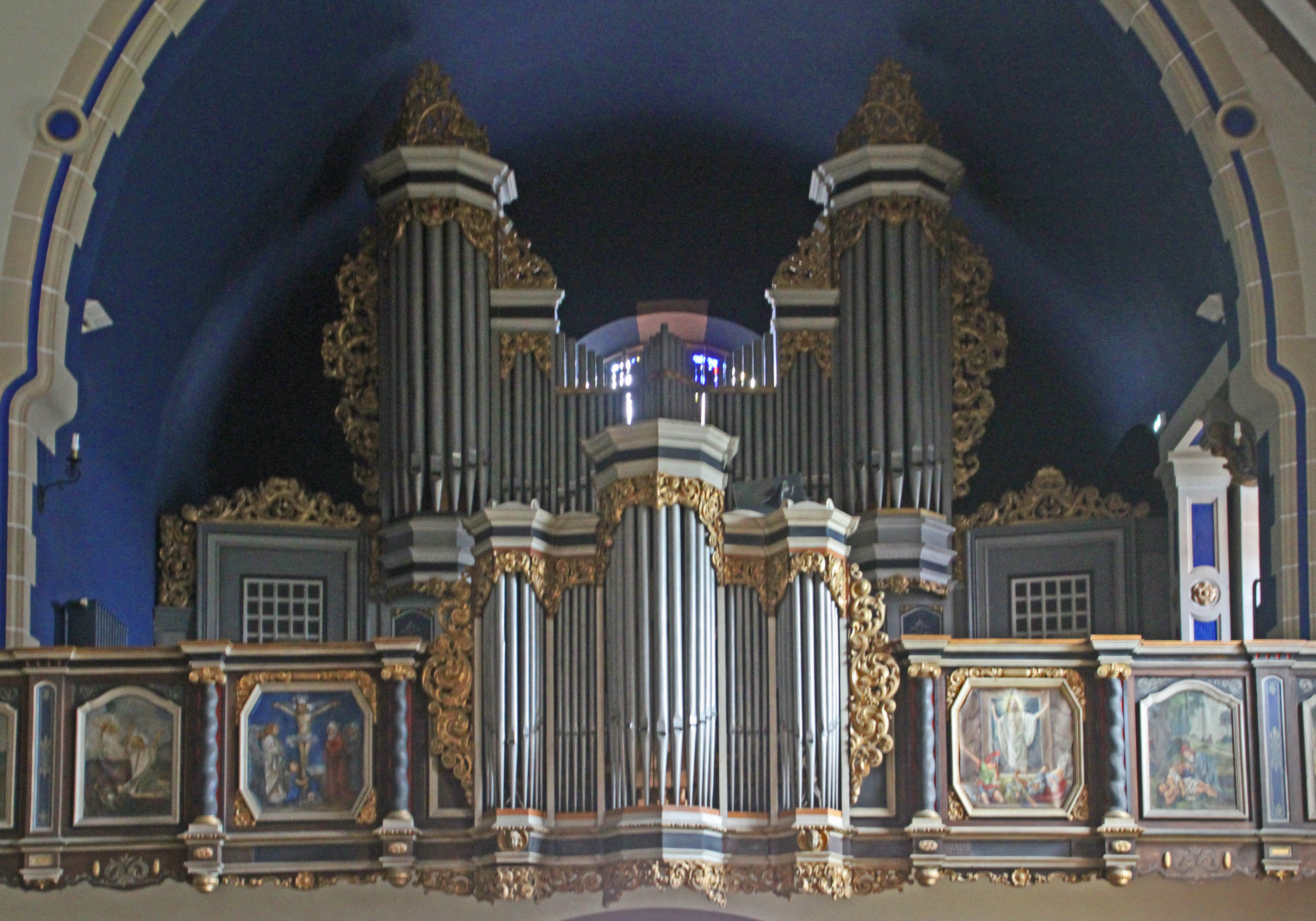
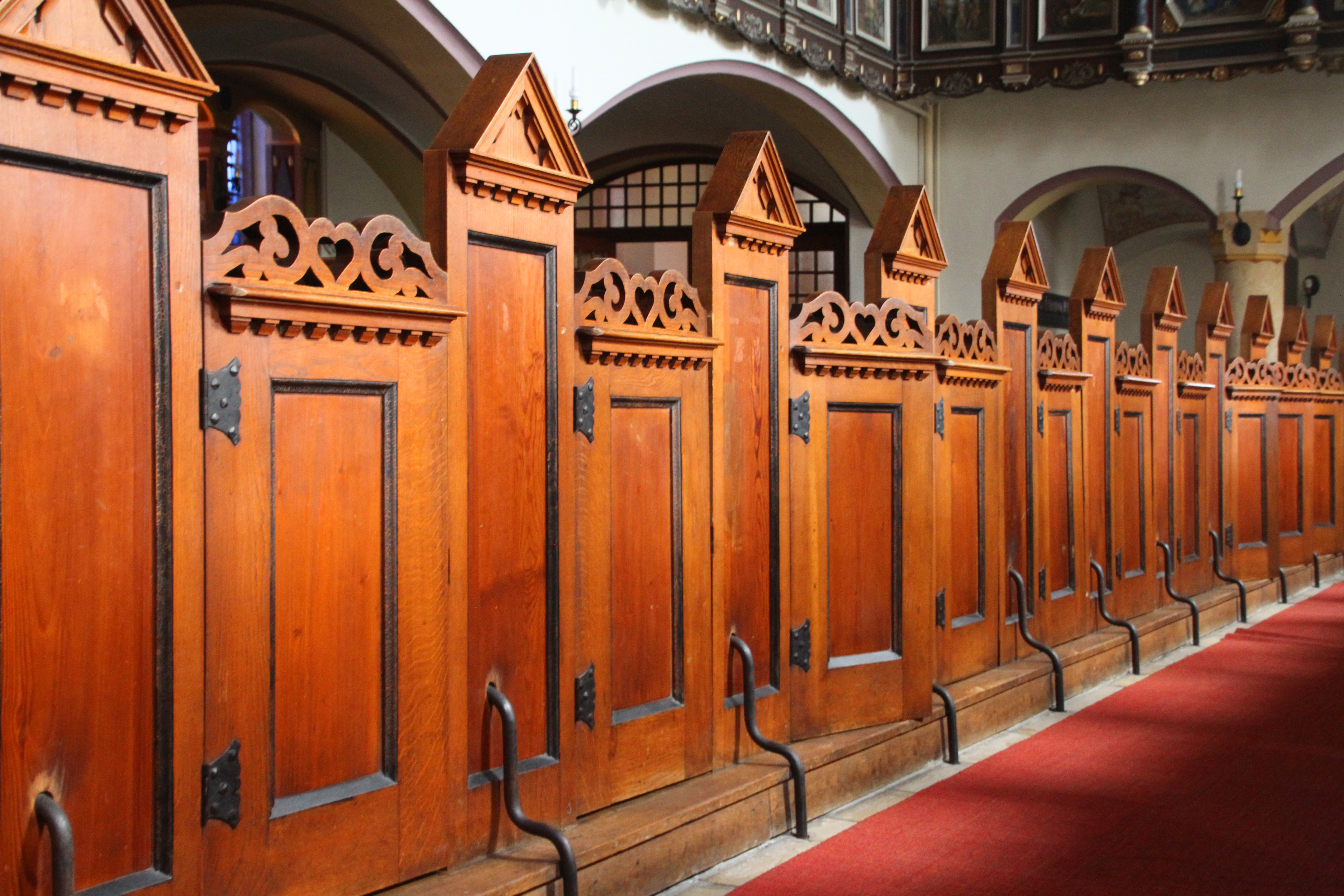
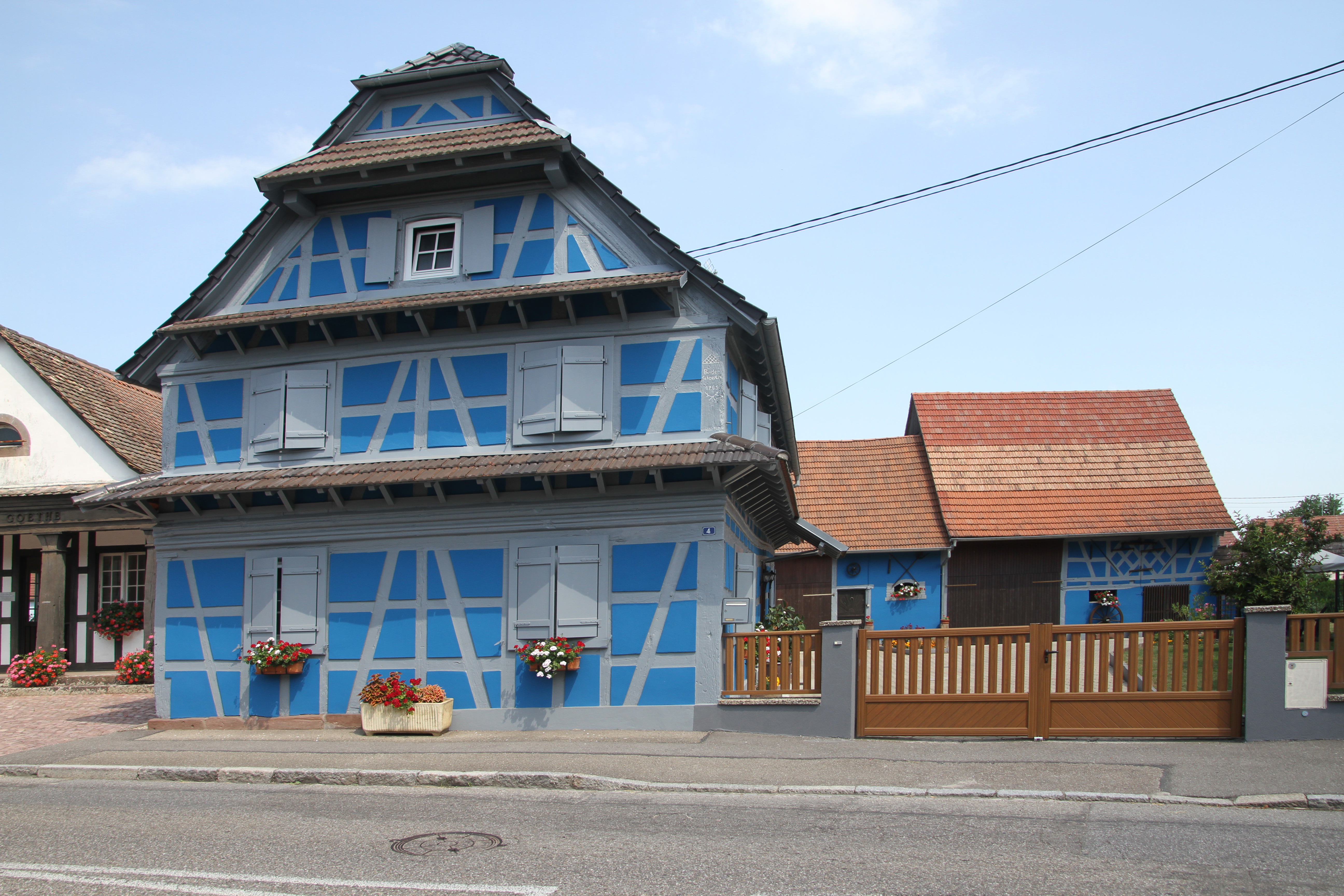
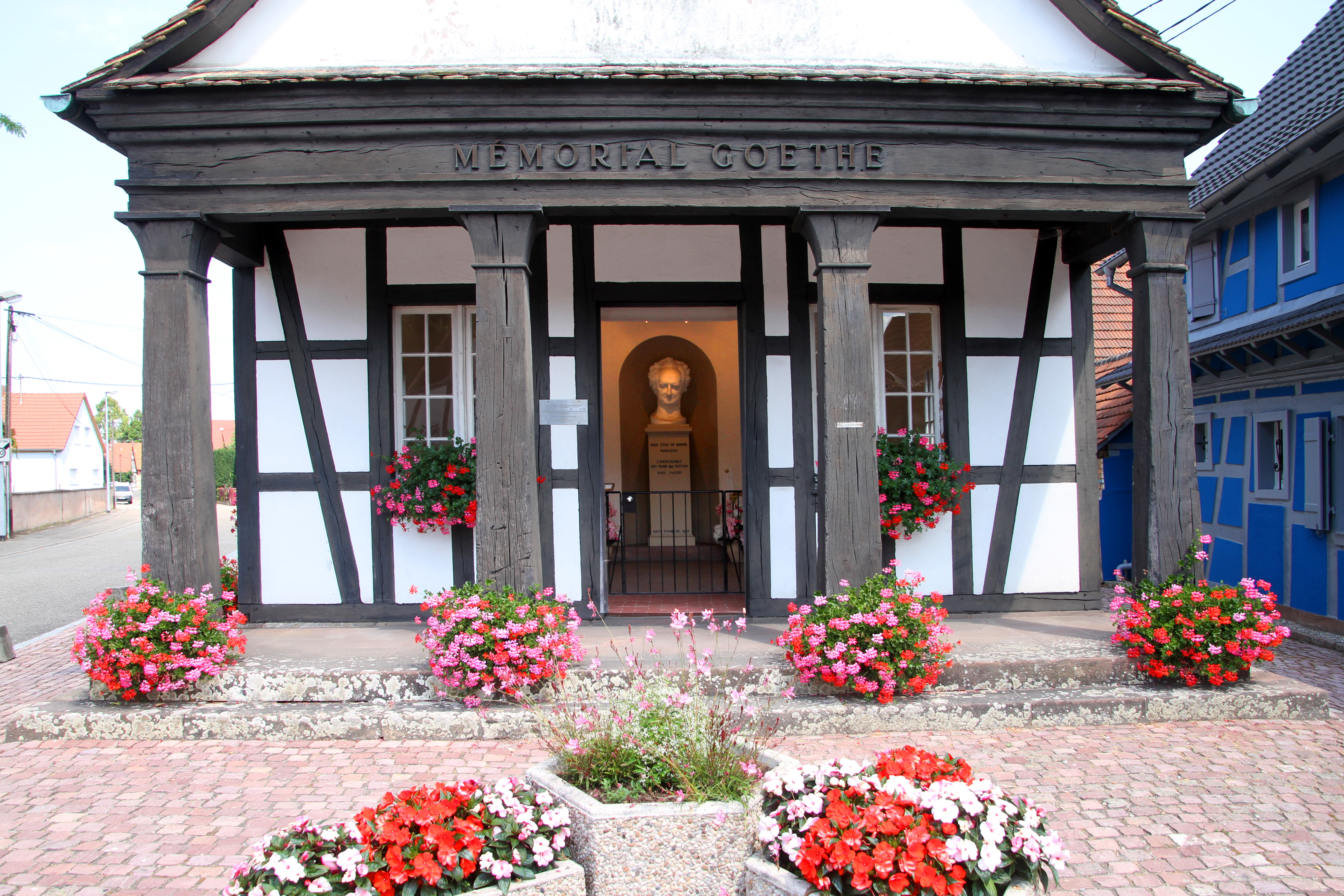
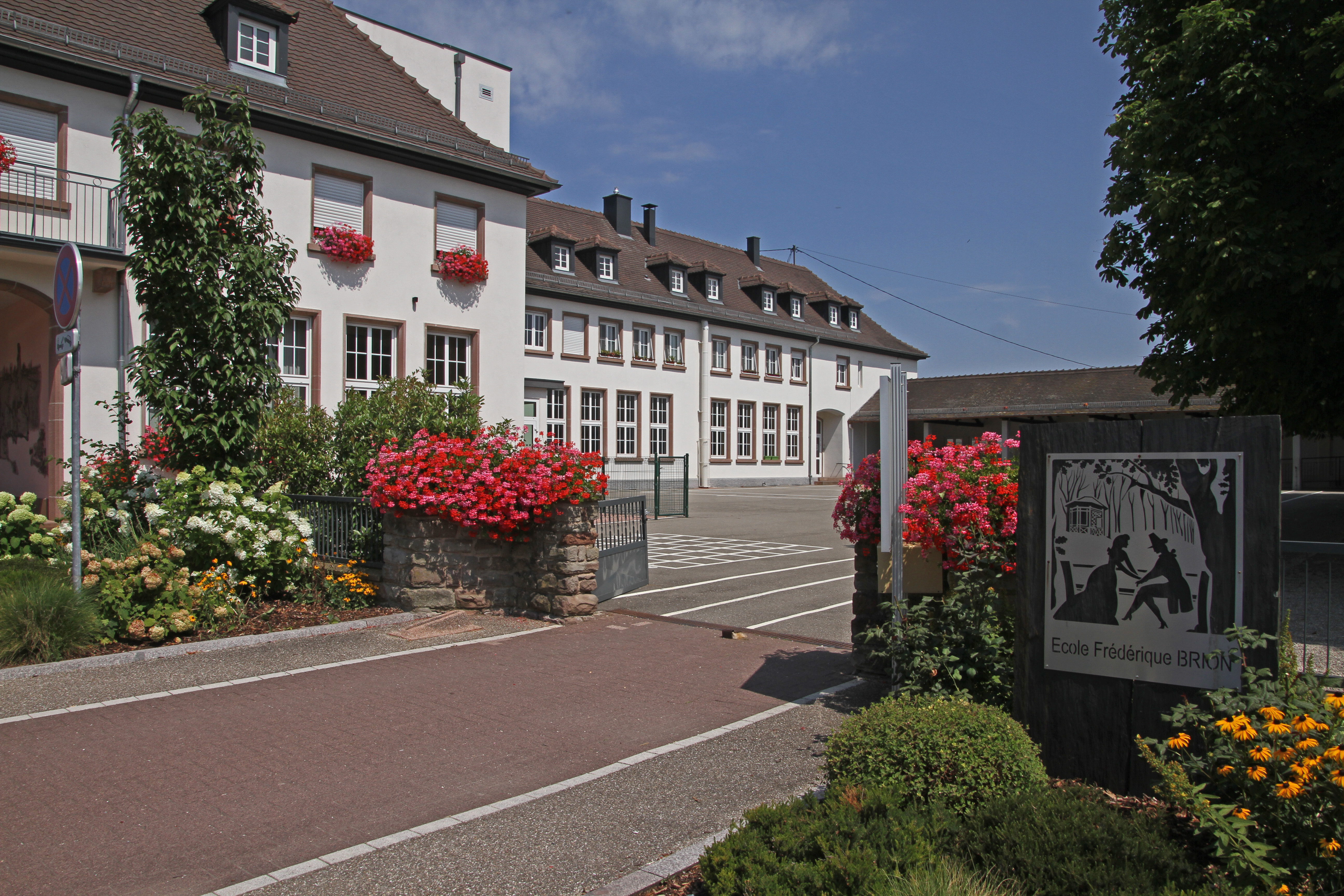
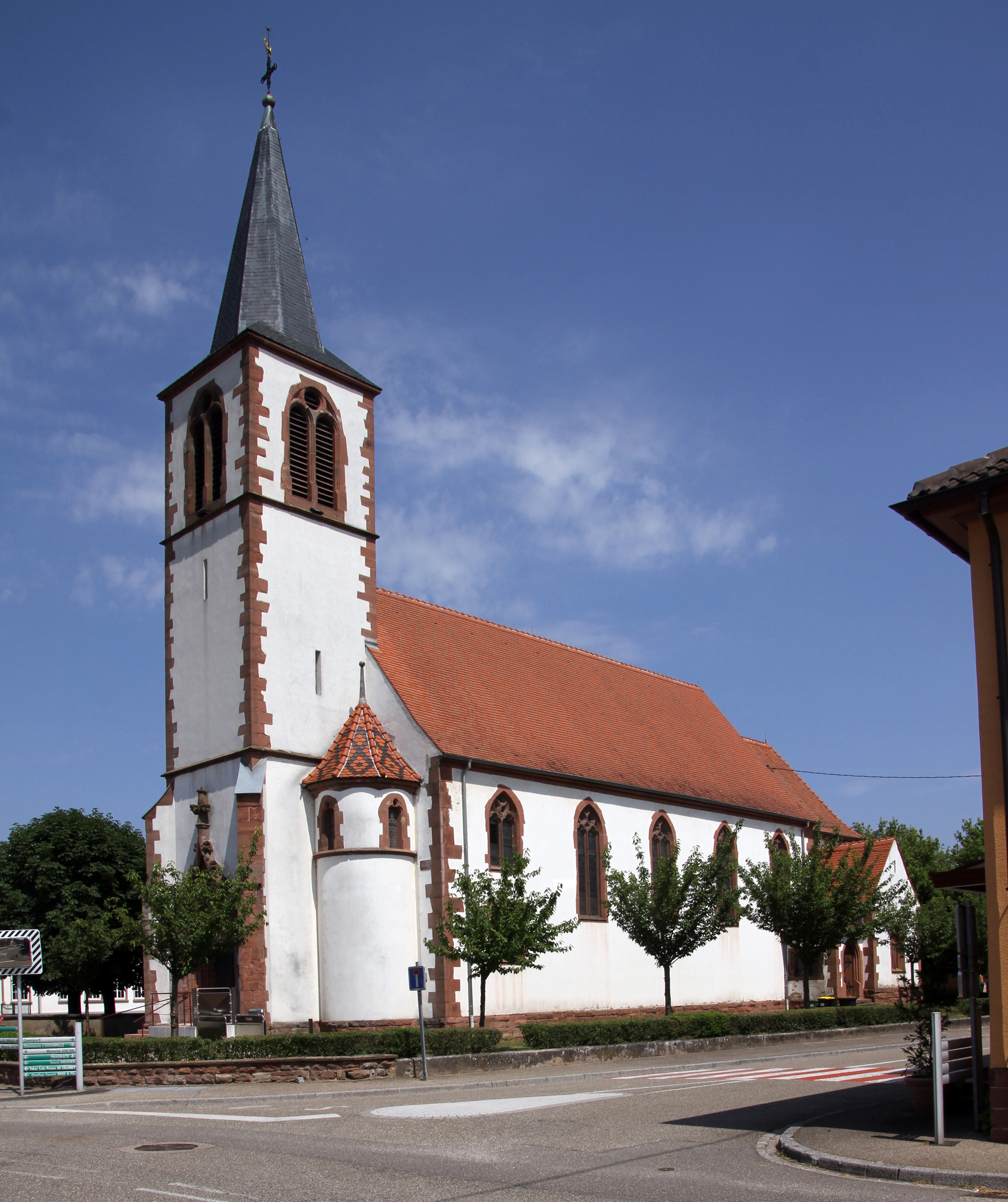